# Charles Jules Edmée Brongniart
Pour les autres membres de la famille, voir Famille Brongniart.
Pour les articles homonymes, voir Brongniart (homonymie).
Charles Jules Edmée Brongniart est un entomologiste et un paléontologue français, né le 11 février 1859 à Paris et mort le 18 avril 1899 dans cette même ville.

## Biographie
Il est le petit-fils du botaniste Adolphe Brongniart (1801-1876) et le fils du peintre Édouard-Charles Brongniart. Il obtient son baccalauréat de lettres en 1879, de sciences en 1883 et sa licence en sciences naturelles en 1886 et son doctorat en 1894 avec une thèse intitulée Recherches pour servir à l'histoire des insectes fossiles des temps primaires, précédées d'une étude sur la nervation des ailes des insectes. Il recevra, pour cette publication le prix de physique de l'Académie des sciences. Samuel Hubbard Scudder (1837-1911) dira de ce travail :

« Aucun travail antérieur, en cette matière, ne saurait être comparé à celui de M. Brongniart, qui présente même un ensemble supérieur à tout ce qui a été publié jusqu'ici. »

Après avoir été préparateur de chimie à l'école de médecine de 1880 à 1882 puis à l'école de pharmacie de 1882 à 1883, il entre au Muséum national d'histoire naturelle en 1886. Il étudie, avec son beau-frère Marie Maxime Cornu (1843-1901), les champignons pathogènes des cultures véhiculés par les diptères.
Il est inhumé au cimetière du Père-Lachaise (20e division).

## Distinctions
- Officier d'académie

## Liste partielle des publications
- Tableaux de zoologie (classification) (Hermann, Paris, 1886, réédité en 1887, 1888).
- Avec Henri Fayol (1841-1925), Études sur le terrain houiller de Commentry (Saint-Étienne, 1887-1888).
- Histoire naturelle populaire. L'homme et les animaux (E. Flammarion, Paris, 1892).
- Guide du naturaliste voyageur, enseignement spécial pour les voyageurs. Insectes, myriapodes, arachnides, crustacés (Fils de E. Deyrolle, Paris, 1894).
- Avec Louis Eugène Bouvier (1856-1944), Instructions pour la recherche des animaux articulés (Autun, 1896).

## Sources
- Jean Gouillard (2004). Histoire des entomologistes français, 1750-1950. Édition entièrement revue et augmentée. Boubée (Paris) : 287 p.
- Philippe Jaussaud & Édouard R. Brygoo (2004). Du Jardin au Muséum en 516 biographies. Muséum national d’histoire naturelle de Paris : 630 p.